# Список птиц Уоллиса и Футуны
Это список видов птиц, зарегистрированных на Уоллисе и Футуне. Орнитофауна Уоллиса и Футуны насчитывает в общей сложности 39 видов, два из которых были интродуцированы человеком, а три вида являются редкими или случайными. Два вида находятся под угрозой глобального исчезновения.
Таксономический режим этого перечня (обозначение и последовательность отрядов, семейств и видов) и номенклатура (общие и научные названия) следуют соглашениям 6-го издания The Clements Checklist of Birds of the World. Семейства в начале каждой главы отражают эту таксономию, как и число видов, найденное в каждом семействе. Интродуцированные и случайные виды включены в общую численность для Уоллиса и Футуны.
Следующие теги были использованы для выделения нескольких категорий. Часто встречающиеся местные виды не подпадают ни под одну из этих категорий.
- (A) Accidental — вид, который редко или случайно встречается на островах Уоллис и Футуна Палау.
- (I) Introduced — вид, ввезенный на острова Уоллис и Футуна, как следствие прямых или косвенных действий человека.

## Фазаны, рябчики и родственные виды
- Отряд: Курообразные
  - Семейство: Фазановые
    - Банкивская джунглевая курица, Gallus gallus (I)

## Буревестники и тайфунники
- Отряд: Буревестникообразные
  - Семейство: Буревестниковые
    - Таитянский тайфунник, Pseudobulweria rostrata (A)
    - Коротконогий тайфунник, Pterodroma brevipes
    - Тринидадский тайфунник, Pterodroma heraldica (A)
    - Пёстрый тайфунник, Pterodroma inexpectata (A)
    - Белокрылый тайфунник, Pterodroma leucoptera (A)
    - Чернокрылый тайфунник, Pterodroma nigripennis
    - Puffinus bailloni
    - Буллеров буревестник, Puffinus bulleri
    - Серый буревестник, Puffinus griseus
    - Буревестник Ньюэлла, Puffinus newelli (A)
    - Клинохвостый буревестник, Puffinus pacificus

## Фаэтоны
- Отряд: Фаэтонообразные
  - Семейство: Фаэтоновые
    - Белохвостый фаэтон, Phaethon lepturus
    - Краснохвостый фаэтон, Phaethon rubricauda

## Олуши
- Отряд: Пеликанообразные
  - Семейство: Олушевые
    - Бурая олуша, Sula leucogaster
    - Красноногая олуша, Sula sula

## Фрегаты
- Отряд: Пеликанообразные
  - Семейство: Фрегатовые
    - Фрегат Ариель, Fregata ariel
    - Большой фрегат, Fregata minor (A)

## Выпи, цапли и белые цапли
- Отряд: Аистообразные
  - Семейство: Цаплевые
    - Белощёкая цапля, Egretta novaehollandiae (A)
    - Восточная рифовая цапля, Egretta sacra

## Утки, гуси и лебеди
- Отряд: Гусеобразные
  - Семейство: Утиные
    - Серая кряква, Anas superciliosa

## Ястребы, коршуны и орлы
- Отряд: Ястребообразные
  - Семейство: Ястребиные
    - Австралийский болотный лунь, Circus approximans (A)

## Пастушки, погоныши и лысухи
- Отряд: Журавлеобразные
  - Семейство: Пастушковые
    - Полосатый пастушок, Gallirallus philippensis
    - Porphyrio indicus
    - Porphyrio melanotus
    - Крапчатый погоныш, Porzana tabuensis

## Зуйки и чибисы
- Отряд: Ржанкообразные
  - Семейство: Ржанковые
    - Бурокрылая ржанка, Pluvialis fulva
    - Солдатский чибис, Vanellus miles (A)

## Песочники и родственные виды
- Отряд: Ржанкообразные
  - Семейство: Бекасовые
    - Камнешарка, Arenaria interpres
    - Малый веретенник, Limosa lapponica
    - Средний кроншнеп, Numenius phaeopus
    - Таитянский кроншнеп, Numenius tahitiensis
    - Американский пепельный улит, Tringa incana

## Чайки, крачки и водорезы
- Отряд: Ржанкообразные
  - Семейство: Чайковые
    - Чёрная кланяющаяся крачка, Anous minutus
    - Обыкновенная глупая крачка, Anous stolidus
    - Белая крачка, Gygis alba
    - Бурокрылая крачка, Onychoprion anaethetus
    - Светлая крачка, Sterna sumatrana
    - Крачка Берга, Thalasseus bergii (A)

## Голуби и горлицы
- Отряд: Голубеобразные
  - Семейство: Голубиные
    - Сизый голубь, Columba livia (I)
    - Самоанский куриный голубь, Gallicolumba stairi
    - Пурпурношапочный пёстрый голубь, Ptilinopus porphyraceus
    - Тихоокеанский плодоядный голубь, Ducula pacifica

## Попугаи Старого Света
- Отряд: Попугаеобразные
  - Семейство: Попугаевые
    - Синешапочный лори-отшельник, Vini australis

## Кукушки
- Отряд: Кукушкообразные
  - Семейство: Кукушковые
    - Eudynamys taitensis

## Сипухи
- Отряд: Совообразные
  - Семейство: Сипуховые
    - Обыкновенная сипуха, Tyto alba

## Стрижи
- Отряд: Стрижеобразные
  - Семейство: Стрижиные
    - Белогузая салангана, Aerodramus spodiopygius
    - Австралийская салангана, Aerodramus terraereginae

## Зимородки
- Отряд: Ракшеобразные
  - Семейство: Зимородковые
    - Todiramphus sacer
    - Священная альциона, Todiramphus sanctus

## Личинкоеды
- Отряд: Воробьинообразные
  - Семейство: Личинкоедовые
    - Lalage maculosa

## Мухоловки Старого Света
- Отряд: Воробьинообразные
  - Семейство: Монарховые
    - Фиджийская большеклювая мухоловка, Clytorhynchus vitiensis

## Медососы
- Отряд: Воробьинообразные
  - Семейство: Медососовые
    - Серёжчатый фулехайо, Foulehaio carunculata

## Скворцы
- Отряд: Воробьинообразные
  - Семейство: Скворцовые
    - Обыкновенная майна, Acridotheres tristis (I)
    - Полинезийский аплонис, Aplonis tabuensis